# Winnie l'ourson : Thanksgiving
Pour plus de détails, voir Fiche technique et Distribution.
Winnie l'ourson : Thanksgiving (A Winnie the Pooh Thanksgiving) est un téléfilm de Noël d'animation des studios Disney sorti en 1998.
Basé sur les personnages d'Alan Alexander Milne, il fait partie des quatre courts téléfilms inspirés de la série télévisée Les Nouvelles Aventures de Winnie l'ourson (1988-1991) avec Winnie l'ourson : Noël à l'unisson (1991), Winnie l'ourson : Hou ! Bouh ! Et re-bouh ! (1996) et Winnie l'ourson : Je t'offre mon cœur (1999).

## Synopsis
Winnie et ses amis vont bien organisés le Thanksgiving.

## Fiche technique
- Titre original : A Winnie the Pooh Thanksgiving
- Titre français : Winnie l'ourson : Thanksgiving
- Réalisation : Jun Falkenstein
- Scénario : Carter Crocker
- Musique : Carl Johnson
  - Chansons : Richard M. Sherman et Robert B. Sherman (Winnie the Pooh)
- Production : Gary Katona
- Société de production : Walt Disney Television Animation
- Sociétés de distribution : ABC, Buena Vista Home Video
- Pays de production :  États-Unis
- Langue originale : anglais
- Format : Couleur — vidéo — 1,33:1 — son stéréo
- Durée : 30 minutes
- Dates de sortie : 
  - États-Unis : 26 novembre 1998
  - France : ?

## Distribution

### Voix originales
- Jim Cummings : Winnie the Pooh (Winnie l'ourson en VF) / Tigger (chant)
- Paul Winchell : Tigger (Tigrou en VF)
- John Fiedler : Piglet (Porcinet en VF)
- Steven Schatzberg : Piglet (chant)
- Ken Sansom : Rabbit (Coco Lapin en VF)
- Brady Bluhm : Christopher Robin (Jean-Christophe en VO)
- Frankie J. Galasso : Jean-Christophe (chant)
- Andre Stojka : Owl (maître Hibou en VO)
- Peter Cullen : Eeyore (Bourriquet en VF)
- Michael Gough : Gopher (Grignotin en VF)
- David Warner : Narrator (le narrateur en VF)

Source : Bill Cotter

### Voix françaises
- Roger Carel : Winnie l'ourson / Coco Lapin
- Jean-Claude Donda : Winnie l'ourson (chant)
- Patrick Préjean : Tigrou
- Hervé Rey : Porcinet
- Bernard Alane : maître Hibou
- Henry Djanik : Bourriquet
- Wahid Lamamra : Bourriquet (chant)
- Guy Piérauld : Grignotin
- François Berland : Narrateur

## Sorties DVD
- 1999 : Winnie l'ourson : Joyeux Noël, 63 min. Comprend Winnie l'ourson : Thanksgiving entouré de deux épisodes de la série télévisée Les Nouvelles Aventures de Winnie l'ourson (1988-1991), La Marmotte Porcinet (2.3) et Coco Lapin, papa poule (1.4), reliés par des transitions inédites.